# Football League One 2013-2014
La Football League One 2013-2014, conosciuta anche con il nome di Sky Bet League One per motivi di sponsorizzazione, è stato l'87º campionato inglese di calcio di terza divisione, nonché il 10º con la denominazione di League One. La stagione regolare è stata disputata tra il 2 agosto 2013 ed il 3 maggio 2014, mentre i play off si sono svolti tra il 10 ed il 25 maggio 2014. Ad aggiudicarsi il titolo è stato il Wolverhampton Wanderers, al terzo successo nella categoria. Le altre due promozioni in Championship sono state invece conseguite dal Brentford (2º classificato) e dal Rotherham United (vincitore dei play off).
Capocannoniere del torneo è stato Sam Baldock (Bristol City) con 24 reti.

## Stagione

### Novità
Al termine della stagione precedente sono stati promossi direttamente in Championship il Doncaster Rovers ed il Bournemouth, che sono arrivati rispettivamente 1° e 2° al termine della stagione regolare, mentre lo Yeovil Town, piazzatosi 4°, è riuscito a raggiungere la promozione attraverso i play-off.
Lo Scunthorpe United (21°), il Bury (22°), l'Hartlepool United (23°) ed il Portsmouth (24°) non sono riusciti, invece, a mantenere la categoria e sono retrocessi in League Two.
Queste sette squadre sono state rimpiazzate dalle tre retrocesse dalla Championship: Peterborough United, Wolverhampton Wanderers e Bristol City e dalle quattro neopromosse provenienti dalla League Two: Gillingham, Rotherham United, Port Vale e Bradford City.

### Formula
Le prime due classificate, più la vincente dei play off tra le squadre giunte dal 3º al 6º posto, vengono promosse in Championship, mentre le ultime quattro classificate retrocedono in League Two.

## Squadre partecipanti
| Squadra                 | Stagione | Città                    | Stadio                          | Stagione precedente                                   |
| ----------------------- | -------- | ------------------------ | ------------------------------- | ----------------------------------------------------- |
| Bradford City           | dettagli | Bradford                 | Valley Parade                   | 7º posto in Football League Two, promosso             |
| Brentford               | dettagli | Londra (Hounslow)        | Griffin Park                    | 3º posto in Football League One                       |
| Bristol City            | dettagli | Bristol                  | Ashton Gate                     | 24º posto in Football League Championship, retrocesso |
| Carlisle United         | dettagli | Carlisle                 | Brunton Park                    | 17º posto in Football League One                      |
| Colchester United       | dettagli | Colchester               | Colchester Community Stadium    | 20º posto in Football League One                      |
| Coventry City           | dettagli | Coventry                 | Sixfields Stadium (Northampton) | 15º posto in Football League One                      |
| Crawley Town            | dettagli | Crawley                  | Broadfield Stadium              | 10º posto in Football League One                      |
| Crewe Alexandra         | dettagli | Crewe                    | Alexandra Stadium               | 13º posto in Football League One                      |
| Gillingham              | dettagli | Gillingham               | Priestfield Stadium             | 1º posto in Football League Two, promosso             |
| Leyton Orient           | dettagli | Londra (Leyton)          | Brisbane Road                   | 7º posto in Football League One                       |
| Milton Keynes Dons      | dettagli | Milton Keynes            | Stadium:mk                      | 8º posto in Football League One                       |
| Notts County            | dettagli | Nottingham               | Meadow Lane                     | 12º posto in Football League One                      |
| Oldham Athletic         | dettagli | Oldham                   | Boundary Park                   | 19º posto in Football League One                      |
| Peterborough United     | dettagli | Peterborough             | London Road                     | 22º posto in Football League Championship, retrocesso |
| Port Vale               | dettagli | Stoke-on-Trent (Burslem) | Vale Park                       | 3º posto in Football League Two, promosso             |
| Preston North End       | dettagli | Preston                  | Deepdale                        | 14º posto in Football League One                      |
| Rotherham United        | dettagli | Rotherham                | New York Stadium                | 2º posto in Football League Two, promosso             |
| Sheffield United        | dettagli | Sheffield                | Bramall Lane                    | 5º posto in Football League One                       |
| Shrewsbury Town         | dettagli | Shrewsbury               | New Meadow                      | 16º posto in Football League One                      |
| Stevenage               | dettagli | Stevenage                | Broadhall Way                   | 18º posto in Football League One                      |
| Swindon Town            | dettagli | Swindon                  | County Ground                   | 6º posto in Football League One                       |
| Tranmere Rovers         | dettagli | Birkenhead               | Prenton Park                    | 11º posto in Football League One                      |
| Walsall                 | dettagli | Walsall                  | Bescot Stadium                  | 9º posto in Football League One                       |
| Wolverhampton Wanderers | dettagli | Wolverhampton            | Molineux Stadium                | 23º posto in Football League Championship, retrocesso |

## Allenatori e primatisti
| Squadra                 | Manager                                                                                 | Calciatore più presente (tra parentesi il numero delle presenze) | Cannoniere (tra parentesi il numero dei gol)   |
| ----------------------- | --------------------------------------------------------------------------------------- | ---------------------------------------------------------------- | ---------------------------------------------- |
| Bradford City           | Phil Parkinson                                                                          | Stephen Darby, Jon McLaughlin (46)                               | Nahki Wells (14)                               |
| Brentford               | Uwe Rösler (1ª-19ª) Mark Warburton (20ª-46ª)                                            | Clayton Donaldson (46)                                           | Clayton Donaldson (17)                         |
| Bristol City            | Sean O'Driscoll (1ª-18ª) John Pemberton (19ª) Steve Cotterill (20ª-46ª)                 | Jay Emmanuel-Thomas (46)                                         | Sam Baldock (24)                               |
| Carlisle United         | Greg Abbott(1ª-5ª) David Irons (6ª-9ª) Graham Kavanagh (10ª-46ª)                        | David Amoo (43)                                                  | David Amoo (8)                                 |
| Colchester United       | Joe Dunne                                                                               | Sam Walker (46)                                                  | Freddie Sears (12)                             |
| Coventry City           | Steven Pressley                                                                         | Joe Murphy (46)                                                  | Callum Wilson (21)                             |
| Crawley Town            | Richie Barker (1ª-18ª) Martin Hinshelwood e Gary Alexander (19ª) John Gregory (20ª-46ª) | Paul Jones, Mat Sadler (46)                                      | Matt Tubbs (8)                                 |
| Crewe Alexandra         | Steve Davis                                                                             | Matt Tootle (43)                                                 | Chuks Aneke (14)                               |
| Gillingham              | Martin Allen (1ª-11ª) Peter Taylor (12ª-46ª)                                            | Joe Martin, Stuart Nelson (46)                                   | Cody McDonald (17)                             |
| Leyton Orient           | Russell Slade                                                                           | Nathan Clarke, Moses Odubajo (46)                                | David Mooney (19)                              |
| Milton Keynes Dons      | Karl Robinson                                                                           | Dean Lewington (43)                                              | Patrick Bamford (14)                           |
| Notts County            | Chris Kiwomya (1ª-13ª) Shaun Derry (14ª-46ª)                                            | Bartosz Białkowski (44)                                          | Callum McGregor (12)                           |
| Oldham Athletic         | Lee Johnson                                                                             | Jonathan Grounds (45)                                            | Jonson Clarke-Harris (6)                       |
| Peterborough United     | Darren Ferguson                                                                         | Britt Assombalonga (43)                                          | Britt Assombalonga (23)                        |
| Port Vale               | Micky Adams                                                                             | Tom Pope (43)                                                    | Tom Pope (12)                                  |
| Preston North End       | Simon Grayson                                                                           | Declan Rudd (46)                                                 | Joe Garner (18)                                |
| Rotherham United        | Steve Evans                                                                             | Kieran Agard (46)                                                | Kieran Agard (21)                              |
| Sheffield United        | David Weir (1ª-10ª) Chris Morgan (11ª-13ª) Nigel Clough (14ª-46ª)                       | Neil Collins (44)                                                | Chris Porter (7)                               |
| Shrewsbury Town         | Graham Turner (1ª-27ª) Mike Jackson (28ª-46ª)                                           | Joe Jacobson, Jon Taylor (41)                                    | Jon Taylor (9)                                 |
| Stevenage               | Graham Westley                                                                          | Luke Freeman (45)                                                | François Zoko (10)                             |
| Swindon Town            | Mark Cooper                                                                             | Massimo Luongo (44)                                              | Dany N'Guessan, Nile Ranger, Michael Smith (8) |
| Tranmere Rovers         | Ronnie Moore (1ª-40ª) John McMahon (41ª-46ª)                                            | Ryan Lowe (45)                                                   | Ryan Lowe (19)                                 |
| Walsall                 | Dean Smith                                                                              | Richard O'Donnell (46)                                           | Craig Westcarr (14)                            |
| Wolverhampton Wanderers | Kenny Jackett                                                                           | Danny Batth (46)                                                 | Nouah Dicko (13)                               |

## Classifica finale
|  | Pos. | Squadra             | Pt  | G  | V  | N  | P  | GF | GS | DR  |
|  | ---- | ------------------- | --- | -- | -- | -- | -- | -- | -- | --- |
|  | 1.   | Wolverhampton       | 103 | 46 | 31 | 10 | 5  | 88 | 31 | +57 |
|  | 2.   | Brentford           | 94  | 46 | 28 | 10 | 8  | 72 | 43 | +29 |
|  | 3.   | Leyton Orient       | 86  | 46 | 25 | 11 | 10 | 85 | 45 | +40 |
|  | 4.   | Rotherham Utd       | 86  | 46 | 24 | 14 | 8  | 86 | 68 | +18 |
|  | 5.   | Preston N.E.        | 85  | 46 | 23 | 16 | 7  | 72 | 46 | +26 |
|  | 6.   | Peterborough Utd    | 74  | 46 | 23 | 5  | 18 | 72 | 58 | +14 |
|  | 7.   | Sheffield Utd       | 67  | 46 | 18 | 13 | 15 | 48 | 46 | +2  |
|  | 8.   | Swindon Town        | 66  | 46 | 19 | 9  | 18 | 63 | 59 | +4  |
|  | 9.   | MK Dons             | 62  | 46 | 17 | 9  | 20 | 63 | 65 | -2  |
|  | 10.  | Port Vale           | 61  | 46 | 18 | 7  | 21 | 59 | 73 | -14 |
|  | 11.  | Bradford City       | 59  | 46 | 14 | 17 | 15 | 57 | 54 | +3  |
|  | 12.  | Walsall             | 58  | 46 | 14 | 16 | 16 | 49 | 49 | 0   |
|  | 13.  | Crawley Town        | 57  | 46 | 14 | 15 | 17 | 48 | 54 | −6  |
|  | 14.  | Bristol City        | 56  | 46 | 13 | 19 | 14 | 70 | 67 | +3  |
|  | 15.  | Oldham Athletic     | 56  | 46 | 14 | 14 | 18 | 50 | 59 | −9  |
|  | 16.  | Gillingham          | 53  | 46 | 15 | 8  | 23 | 60 | 79 | −19 |
|  | 17.  | Colchester Utd      | 53  | 46 | 13 | 14 | 19 | 53 | 61 | -8  |
|  | 18.  | Coventry City (-10) | 51  | 46 | 16 | 13 | 17 | 74 | 77 | -3  |
|  | 19.  | Crewe Alexandra     | 51  | 46 | 13 | 12 | 21 | 54 | 80 | −26 |
|  | 20.  | Notts County        | 50  | 46 | 15 | 5  | 26 | 64 | 76 | −12 |
|  | 21.  | Tranmere            | 47  | 46 | 12 | 11 | 23 | 52 | 79 | −27 |
|  | 22.  | Carlisle Utd        | 45  | 46 | 11 | 12 | 23 | 43 | 76 | -33 |
|  | 23.  | Shrewsbury Town     | 42  | 46 | 9  | 15 | 22 | 44 | 65 | −21 |
|  | 24.  | Stevenage           | 42  | 46 | 11 | 9  | 26 | 46 | 72 | −26 |

Legenda:
      Promosso in Football League Championship 2014-2015.
  Ammesso ai play-off.
      Retrocesso in Football League Two 2014-2015.
Regolamento:
Tre punti a vittoria, uno a pareggio, zero a sconfitta.
In caso di arrivo di due o più squadre a pari punti, la graduatoria verrà stilata secondo i seguenti criteri:
- differenza reti
- maggior numero di gol segnati

Note:

Il Coventry City, uscito senza accordo dall'amministrazione finanziaria il 2 agosto 2013, è stato sanzionato con 10 punti di penalizzazione.

## Risultati

### Calendario
| andata (1ª) | 1ª giornata                | ritorno (26ª) |
| 2-2         | Bristol-Bradford City      | 1-1           |
| 1-5         | Carlisle-Leyton Orient     | 0-4           |
| 3-2         | Crawley-Coventry City      | 2-2           |
| 3-3         | Crewe-Rotherham            | 2-4           |
| 0-1         | Gillingham-Colchester      | 0-3           |
| 1-0         | Peterborough-Swindon       | 1-2           |
| 1-1         | Port Vale-Brentford        | 0-2           |
| 0-0         | Preston-Wolverhampton      | 0-2           |
| 2-1         | Sheffield Utd-Notts County | 1-2           |
| 0-0         | Shrewsbury-MK Dons         | 2-3           |
| 3-4         | Stevenage-Oldham           | 0-1           |
| 3-1         | Walsall-Tranmere           | 1-1           |

| andata (4ª) | 4ª giornata                 | ritorno (27ª) |
| 2-0         | Bradford City-Sheffield Utd | 2-2           |
| 1-0         | Brentford-Walsall           | 1-1           |
| 1-1         | Colchester-Carlisle         | 4-2           |
| 4-4         | Coventry City-Preston       | 1-1           |
| 2-0         | Leyton Orient-Crewe         | 2-1           |
| 2-2         | MK Dons-Bristol City        | 2-2           |
| 0-1         | Notts County-Stevenage      | 1-0           |
| 3-1         | Oldham-Port Vale            | 0-1           |
| 2-2         | Rotherham-Shrewsbury        | 3-0           |
| 2-2         | Swindon-Gillingham          | 0-2           |
| 0-5         | Tranmere-Peterborough       | 0-3           |
| 2-1         | Wolverhampton-Crawley       | 1-2           |

| andata (7ª) | 7ª giornata               | ritorno (36ª) |
| 2-2         | Bradford City-Colchester  | 2-0           |
| 0-3         | Bristol City-Peterborough | 2-1           |
| 1-0         | Carlisle-Sheffield Utd    | 0-1           |
| 2-1         | Coventry City-Gillingham  | 2-4           |
| 1-1         | Crawley-Shrewsbury        | 1-1           |
| 0-3         | Crewe-Walsall             | 1-1           |
| 3-2         | Leyton Orient-Port Vale   | 2-0           |
| 3-1         | MK Dons-Notts County      | 3-1           |
| 3-0         | Preston-Stevenage         | 1-1           |
| 3-2         | Rotherham-Oldham          | 2-0           |
| 3-4         | Tranmere-Brentford        | 0-2           |
| 3-2         | Wolverhampton-Swindon     | 4-1           |

| andata (10ª) | 10ª giornata             | ritorno (39ª) |
| 0-1          | Brentford-Rotherham      | 0-3           |
| 0-3          | Colchester-Wolverhampton | 2-4           |
| 3-2          | Gillingham-MK Dons       | 1-0           |
| 4-0          | Notts County-Crewe       | 3-1           |
| 1-1          | Oldham-Leyton Orient     | 1-1           |
| 2-0          | Peterborough-Preston     | 1-3           |
| 1-1          | Port Vale-Bristol City   | 0-5           |
| 1-1          | Sheffield Utd-Crawley    | 2-0           |
| 2-2          | Shrewsbury-Carlisle      | 0-0           |
| 0-1          | Stevenage-Coventry City  | 0-1           |
| 1-0          | Swindon-Tranmere         | 2-1           |
| 0-2          | Walsall-Bradford City    | 2-0           |

| andata (13ª) | 13ª giornata                | ritorno (29ª) |
| 1-2          | Bristol City-Brentford      | 1-3           |
| 3-1          | Coventry City-Leyton Orient | 0-2           |
| 0-3          | Crawley-Port Vale           | 1-2           |
| 0-3          | Crewe-Stevenage             | 0-1           |
| 2-1          | Gillingham-Notts County     | 1-3           |
| 0-1          | MK Dons-Carlisle            | 0-3           |
| 0-0          | Peterborough-Sheffield Utd  | 0-2           |
| 2-2          | Preston-Bradford City       | 0-0           |
| 1-1          | Rotherham-Tranmere          | 2-1           |
| 1-1          | Shrewsbury-Colchester       | 0-1           |
| 1-3          | Swindon-Walsall             | 1-1           |
| 2-0          | Wolverhampton-Oldham        | 3-0           |

| andata (16ª) | 16ª giornata                | ritorno (32ª) |
| 3-3          | Bradford City-Coventry City | 0-0           |
| 5-0          | Brentford-Crewe             | 3-1           |
| 1-1          | Carlisle-Crawley            | 0-0           |
| 1-2          | Colchester-Swindon          | 0-0           |
| 0-1          | Leyton Orient-Preston       | 1-1           |
| 0-1          | Notts County-Wolverhampton  | 0-2           |
| 1-2          | Oldham-MK Dons              | 1-2           |
| 3-1          | Port Vale-Shrewsbury        | 0-0           |
| 1-2          | Sheffield Utd-Gillingham    | 1-0           |
| 0-3          | Stevenage-Rotherham         | 1-2           |
| 1-1          | Tranmere-Bristol City       | 2-2           |
| 2-0          | Walsall-Peterborough        | 0-0           |

| andata (19ª) | 19ª giornata                | ritorno (41ª) |
| 1-0          | Crewe-Crawley               | 2-1           |
| 1-1          | Leyton Orient-Sheffield Utd | 1-1           |
| 1-3          | MK Dons-Coventry City       | 2-1           |
| 0-1          | Notts County-Brentford      | 1-3           |
| 1-1          | Oldham-Bradford City        | 3-2           |
| 1-0          | Peterborough-Wolverhampton  | 0-2           |
| 1-0          | Preston-Bristol City        | 1-1           |
| 4-1          | Rotherham-Gillingham        | 4-3           |
| 1-3          | Stevenage-Shrewsbury        | 0-1           |
| 3-1          | Swindon-Carlisle            | 0-1           |
| 2-1          | Tranmere-Colchester         | 2-1           |
| 0-2          | Walsall-Port Vale           | 0-1           |

| andata (22ª) | 22ª giornata               | ritorno (42ª) |
| 0-1          | Bradford City-Rotherham    | 0-0           |
| 3-2          | Brentford-Swindon          | 0-1           |
| 1-0          | Bristol City-Walsall       | 1-0           |
| 0-1          | Carlisle-Preston           | 1-6           |
| 4-0          | Colchester-Stevenage       | 3-2           |
| 4-2          | Coventry City-Peterborough | 0-1           |
| 0-2          | Crawley-MK Dons            | 2-0           |
| 1-2          | Gillingham-Leyton Orient   | 1-5           |
| 2-1          | Port Vale-Notts County     | 2-4           |
| 1-1          | Sheffield Utd-Oldham       | 1-1           |
| 0-1          | Shrewsbury-Tranmere        | 1-2           |
| 2-0          | Wolverhampton-Crewe        | 2-0           |

| andata (2ª) | 2ª giornata                | ritorno (25ª) |
| 4-0         | Bradford City-Carlisle     | 0-1           |
| 3-1         | Brentford-Sheffield Utd    | 0-0           |
| 1-0         | Colchester-Port Vale       | 0-2           |
| 5-4         | Coventry City-Bristol City | 2-1           |
| 3-0         | Leyton Orient-Shrewsbury   | 2-0           |
| 1-0         | MK Dons-Crewe              | 0-2           |
| 2-4         | Notts County-Peterborough  | 3-4           |
| 0-1         | Oldham-Walsall             | 0-1           |
| 0-0         | Rotherham-Preston          | 3-3           |
| 1-0         | Swindon-Stevenage          | 0-2           |
| 3-3         | Tranmere-Crawley           | 0-2           |
| 4-0         | Wolverhampton-Gillingham   | 0-1           |

| andata (5ª) | 5ª giornata              | ritorno (34ª) |
| 0-0         | Brentford-Carlisle       | 0-0           |
| 1-2         | Colchester-Leyton Orient | 1-2           |
| 1-1         | Gillingham-Bristol City  | 1-2           |
| 0-1         | Notts County-Rotherham   | 0-6           |
| 0-1         | Oldham-Tranmere          | 2-2           |
| 0-2         | Peterborough-Crawley     | 0-1           |
| 1-3         | Port Vale-Wolverhampton  | 0-3           |
| 0-1         | Sheffield Utd-MK Dons    | 1-0           |
| 1-1         | Shrewsbury-Coventry City | 0-0           |
| 1-1         | Stevenage-Bradford City  | 3-2           |
| 5-0         | Swindon-Crewe            | 1-1           |
| 0-3         | Walsall-Preston          | 1-2           |

| andata (8ª) | 8ª giornata              | ritorno (37ª) |
| 0-2         | Brentford-Leyton Orient  | 1-0           |
| 1-1         | Colchester-Crawley       | 0-1           |
| 0-1         | Gillingham-Bradford City | 1-1           |
| 2-0         | Notts County-Tranmere    | 2-3           |
| 1-1         | Oldham-Crewe             | 1-1           |
| 2-1         | Peterborough-MK Dons     | 2-0           |
| 3-2         | Port Vale-Coventry City  | 2-2           |
| 0-1         | Sheffield Utd-Preston    | 0-0           |
| 0-1         | Shrewsbury-Wolverhampton | 0-0           |
| 1-3         | Stevenage-Carlisle       | 0-0           |
| 3-2         | Swindon-Bristol City     | 0-0           |
| 1-1         | Walsall-Rotherham        | 1-1           |

| andata (11ª) | 11ª giornata                | ritorno (46ª) |
| 0-1          | Bradford City-Tranmere      | 2-1           |
| 2-0          | Bristol City-Crawley        | 1-1           |
| 2-2          | Carlisle-Wolverhampton      | 0-3           |
| 1-1          | Colchester-Walsall          | 1-0           |
| 3-2          | Coventry City-Sheffield Utd | 1-2           |
| 2-1          | Leyton Orient-MK Dons       | 3-1           |
| 3-2          | Notts County-Oldham         | 1-1           |
| 0-1          | Port Vale-Peterborough      | 0-0           |
| 0-2          | Preston-Crewe               | 1-2           |
| 0-4          | Rotherham-Swindon           | 2-1           |
| 2-0          | Shrewsbury-Gillingham       | 1-1           |
| 2-1          | Stevenage-Brentford         | 0-2           |

| andata (14ª) | 14ª giornata                | ritorno (30ª) |
| 1-2          | Bradford City-Wolverhampton | 0-2           |
| 1-0          | Brentford-Shrewsbury        | 1-1           |
| 2-4          | Carlisle-Bristol City       | 1-2           |
| 1-0          | Colchester-Peterborough     | 0-2           |
| 1-0          | Leyton Orient-Rotherham     | 1-2           |
| 0-1          | Notts County-Preston        | 0-2           |
| 2-1          | Oldham-Swindon              | 1-0           |
| 2-1          | Port Vale-Gillingham        | 2-3           |
| 3-1          | Sheffield Utd-Crewe         | 0-3           |
| 2-0          | Stevenage-Crawley           | 1-1           |
| 3-2          | Tranmere-MK Dons            | 1-0           |
| 0-1          | Walsall-Coventry City       | 1-2           |

| andata (17ª) | 17ª giornata               | ritorno (33ª) |
| 0-1          | Bristol City-Sheffield Utd | 0-3           |
| 1-5          | Coventry City-Tranmere     | 1-3           |
| 0-0          | Crawley-Walsall            | 2-1           |
| 1-2          | Crewe-Port Vale            | 3-1           |
| 0-1          | Gillingham-Oldham          | 0-1           |
| 2-3          | MK Dons-Bradford City      | 0-1           |
| 0-1          | Peterborough-Stevenage     | 1-0           |
| 1-1          | Preston-Colchester         | 2-1           |
| 0-0          | Rotherham-Carlisle         | 2-1           |
| 1-0          | Shrewsbury-Notts County    | 3-2           |
| 1-3          | Swindon-Leyton Orient      | 0-2           |
| 0-0          | Wolverhampton-Brentford    | 3-0           |

| andata (20ª) | 20ª giornata                | ritorno (40ª) |
| 1-1          | Bradford City-Leyton Orient | 1-0           |
| 1-0          | Brentford-Oldham            | 0-0           |
| 1-2          | Bristol City-Rotherham      | 1-2           |
| 4-1          | Carlisle-Tranmere           | 0-0           |
| 0-4          | Colchester-Notts County     | 0-2           |
| 2-2          | Coventry City-Crewe         | 2-1           |
| 2-2          | Crawley-Preston             | 0-1           |
| 2-2          | Gillingham-Peterborough     | 0-2           |
| 2-2          | Port Vale-Stevenage         | 1-1           |
| 1-0          | Sheffield Utd-Swindon       | 1-2           |
| 0-1          | Shrewsbury-Walsall          | 0-1           |
| 0-2          | Wolverhampton-MK Dons       | 1-0           |

| andata (23ª) | 23ª giornata                | ritorno (44ª) |
| 1-1          | Bradford City-Swindon       | 0-1           |
| 3-1          | Brentford-MK Dons           | 2-2           |
| 4-1          | Bristol City-Stevenage      | 3-1           |
| 2-1          | Carlisle-Peterborough       | 1-4           |
| 1-2          | Colchester-Crewe            | 0-0           |
| 1-1          | Coventry City-Oldham        | 1-1           |
| 1-0          | Crawley-Notts County        | 0-1           |
| 2-2          | Gillingham-Walsall          | 1-1           |
| 2-0          | Port Vale-Rotherham         | 0-1           |
| 3-1          | Sheffield Utd-Tranmere      | 0-0           |
| 0-1          | Shrewsbury-Preston          | 2-5           |
| 1-1          | Wolverhampton-Leyton Orient | 3-1           |

| andata (3ª) | 3ª giornata                | ritorno (28ª) |
| 1-2         | Bristol City-Wolverhampton | 1-3           |
| 0-4         | Carlisle-Coventry City     | 2-1           |
| 1-2         | Crawley-Rotherham          | 2-2           |
| 2-1         | Crewe-Tranmere             | 0-1           |
| 1-1         | Gillingham-Brentford       | 1-2           |
| 2-1         | Peterborough-Oldham        | 4-5           |
| 2-1         | Port Vale-Bradford City    | 0-1           |
| 2-2         | Preston-MK Dons            | 0-0           |
| 1-1         | Sheffield Utd-Colchester   | 1-0           |
| 2-0         | Shrewsbury-Swindon         | 1-3           |
| 0-1         | Stevenage-Leyton Orient    | 0-2           |
| 1-1         | Walsall-Notts County       | 5-1           |

| andata (6ª) | 6ª giornata                | ritorno (35ª) |
| 4-0         | Bradford City-Brentford    | 0-2           |
| 1-1         | Bristol City-Shrewsbury    | 3-2           |
| 0-1         | Carlisle-Port Vale         | 1-2           |
| 2-0         | Coventry City-Colchester   | 1-2           |
| 3-2         | Crawley-Gillingham         | 0-1           |
| 2-2         | Crewe-Peterborough         | 2-4           |
| 5-1         | Leyton Orient-Notts County | 0-0           |
| 1-1         | MK Dons-Swindon            | 2-1           |
| 2-1         | Preston-Oldham             | 3-1           |
| 3-1         | Rotherham-Sheffield Utd    | 0-1           |
| 0-0         | Tranmere-Stevenage         | 1-3           |
| 0-1         | Wolverhampton-Walsall      | 3-0           |

| andata (9ª) | 9ª giornata                 | ritorno (38ª) |
| 2-1         | Bradford City-Shrewsbury    | 1-2           |
| 1-1         | Bristol City-Colchester     | 2-2           |
| 2-1         | Carlisle-Notts County       | 1-4           |
| 0-2         | Coventry City-Brentford     | 1-3           |
| 1-0         | Crawley-Oldham              | 0-1           |
| 0-3         | Crewe-Gillingham            | 3-1           |
| 1-1         | Leyton Orient-Walsall       | 1-1           |
| 4-1         | MK Dons-Stevenage           | 3-2           |
| 2-1         | Preston-Swindon             | 0-1           |
| 0-1         | Rotherham-Peterborough      | 1-0           |
| 0-1         | Tranmere-Port Vale          | 2-3           |
| 2-0         | Wolverhampton-Sheffield Utd | 2-0           |

| andata (12ª) | 12ª giornata                | ritorno (45ª) |
| 3-1          | Brentford-Colchester        | 1-4           |
| 1-0          | Crawley-Bradford City       | 1-2           |
| 1-0          | Crewe-Bristol City          | 0-0           |
| 1-2          | Gillingham-Preston          | 1-3           |
| 3-2          | MK Dons-Rotherham           | 2-2           |
| 1-0          | Oldham-Carlisle             | 1-0           |
| 1-0          | Peterborough-Shrewsbury     | 4-2           |
| 2-1          | Sheffield Utd-Port Vale     | 2-1           |
| 2-0          | Swindon-Notts County        | 0-2           |
| 0-4          | Tranmere-Leyton Orient      | 0-2           |
| 2-1          | Walsall-Stevenage           | 2-3           |
| 1-1          | Wolverhampton-Coventry City | 1-1           |

| andata (15ª) | 15ª giornata               | ritorno (31ª) |
| 1-1          | Bristol City-Oldham        | 1-1           |
| 3-0          | Coventry City-Notts County | 0-3           |
| 0-1          | Crawley-Brentford          | 0-1           |
| 0-0          | Crewe-Bradford City        | 3-3           |
| 1-0          | Gillingham-Carlisle        | 2-1           |
| 1-0          | MK Dons-Walsall            | 3-0           |
| 1-3          | Peterborough-Leyton Orient | 2-1           |
| 1-1          | Preston-Tranmere           | 2-1           |
| 2-2          | Rotherham-Colchester       | 0-0           |
| 2-0          | Shrewsbury-Sheffield Utd   | 0-2           |
| 5-2          | Swindon-Port Vale          | 3-2           |
| 2-0          | Wolverhampton-Stevenage    | 0-0           |

| andata (18ª) | 18ª giornata               | ritorno (24ª) |
| 1-1          | Bradford City-Notts County | 0-3           |
| 3-2          | Brentford-Peterborough     | 3-1           |
| 2-2          | Bristol City-Leyton Orient | 3-1           |
| 2-1          | Carlisle-Crewe             | 1-2           |
| 3-1          | Colchester-MK Dons         | 0-0           |
| 0-3          | Coventry City-Rotherham    | 3-1           |
| 0-0          | Crawley-Swindon            | 1-1           |
| 3-2          | Gillingham-Stevenage       | 1-3           |
| 0-2          | Port Vale-Preston          | 2-3           |
| 1-1          | Sheffield Utd-Walsall      | 1-2           |
| 1-2          | Shrewsbury-Oldham          | 2-1           |
| 2-0          | Wolverhampton-Tranmere     | 1-1           |

| andata (21ª) | 21ª giornata               | ritorno (43ª) |
| 1-1          | Crewe-Shrewsbury           | 3-1           |
| 2-3          | Leyton Orient-Crawley      | 1-2           |
| 3-0          | MK Dons-Port Vale          | 0-1           |
| 1-1          | Notts County-Bristol City  | 1-2           |
| 0-2          | Oldham-Colchester          | 1-0           |
| 2-1          | Peterborough-Bradford City | 0-1           |
| 0-3          | Preston-Brentford          | 0-1           |
| 3-3          | Rotherham-Wolverhampton    | 4-6           |
| 0-0          | Stevenage-Sheffield Utd    | 0-1           |
| 2-1          | Swindon-Coventry City      | 2-1           |
| 1-2          | Tranmere-Gillingham        | 0-2           |
| 2-0          | Walsall-Carlisle           | 1-1           |

## Spareggi

### Play-off

#### Tabellone
|  | Semifinali | Semifinali       | Semifinali | Semifinali | Semifinali |  |  | Finale                  | Finale                  | Finale |  |
|  |            |                  |            |            |            |  |  |                         |                         |        |  |
|  | 6          | Peterborough Utd | 1          | 1          | 2          |  |  |                         |                         |        |  |
|  | 3          | Leyton Orient    | 1          | 2          | 3          |  |  | Leyton Orient           | Leyton Orient           | 2      |  |
|  | 5          | Preston N.E.     | 1          | 1          | 2          |  |  | Rotherham Utd (3-4 dcr) | Rotherham Utd (3-4 dcr) | 2      |  |
|  | 4          | Rotherham Utd    | 1          | 3          | 4          |  |  |                         |                         |        |  |

#### Semifinali
|                     | Risultati |                     | Luogo e data                 |
| ------------------- | --------- | ------------------- | ---------------------------- |
| Peterborough United | 1-1       | Leyton Orient       | Peterborough, 10 maggio 2014 |
| Leyton Orient       | 2-1       | Peterborough United | Londra, 13 maggio 2014       |
|                     |           |                     |                              |
| Preston North End   | 1-1       | Rotherham United    | Preston, 10 maggio 2014      |
| Rotherham United    | 3-1       | Preston North End   | Rotherham, 15 maggio 2014    |
|                     |           |                     |                              |

#### Finale
|               | Risultato     |                  | Luogo e data                     |
| ------------- | ------------- | ---------------- | -------------------------------- |
| Leyton Orient | 2-2 (3-4 dcr) | Rotherham United | Londra (Wembley), 25 maggio 2014 |
|               |               |                  |                                  |

## Statistiche

### Squadre

#### Primati stagionali
Squadre
- Maggior numero di vittorie: Wolverhampton Wanderers (31)
- Minor numero di vittorie: Shrewsbury Town (9)
- Maggior numero di pareggi:  Bristol City (19)
- Minor numero di pareggi: Notts County e Peterborough United (5)
- Maggior numero di sconfitte: Notts County e Stevenage (26)
- Minor numero di sconfitte: Wolverhampton Wanderers (5)
- Miglior attacco: Wolverhampton Wanderers (88 gol fatti)
- Peggior attacco: Carlisle United (43 gol fatti)
- Miglior difesa: Wolverhampton Wanderers (31 gol subiti)
- Peggior difesa: Crewe Alexandra (80 gol subiti)
- Maggior numero di clean sheet: Wolverhampton Wanderers (23)
- Minor numero di clean sheet: Bristol City (6)
- Miglior differenza reti: Wolverhampton Wanderers (+57)
- Peggior differenza reti: Carlisle United (-33)
- Maggior numero di vittorie consecutive: Wolverhampton Wanderers (9)
- Maggior numero di sconfitte consecutive: Sheffield United (6)
- Miglior sequenza di risultati utili: Brentford (19 gare)
- Peggior sequenza di risultati negativi: Bradford City (13 gare)

Partite
- Partita con più reti: Wolverhampton Wanderers-Rotherham United 6-4 (10)
- Partita con maggiore scarto di gol: Rotherham United-Notts County 6-0 (6)

### Individuali

#### Classifica marcatori
| Gol | Rigori |  | Giocatore          | Squadra                               |
| --- | ------ |  | ------------------ | ------------------------------------- |
| 24  | 4      |  | Sam Baldock        | Bristol City                          |
| 23  | 5      |  | Britt Assombalonga | Peterborough Utd                      |
| 21  | 5      |  | Kieran Agard       | Rotherham Utd                         |
| 21  | 2      |  | Callum Wilson      | Coventry City                         |
| 19  | 4      |  | Ryan Lowe          | Tranmere                              |
| 19  | 1      |  | David Mooney       | Leyton Orient                         |
| 18  |        |  | Nouah Dicko        | Rotherham Utd (5), Wolverhampton (13) |
| 18  | 3      |  | Joe Garner         | Preston N.E.                          |
| 17  |        |  | Clayton Donaldson  | Brentford                             |
| 17  |        |  | Cody McDonald      | Gillingham                            |
| 16  | 1      |  | Leon Clarke        | Coventry City (15), Wolverhampton (1) |
| 16  |        |  | Kevin Lisbie       | Leyton Orient                         |